# Georges Dor
Pour les articles homonymes, voir Dor.
Georges Dor, né Georges-Henri Doré le 10 mars 1931 à Drummondville et mort le 24 juillet 2001 à Longueuil, est un auteur, essayiste, compositeur, dramaturge, chanteur, poète, traducteur, producteur et metteur en scène de théâtre québécois.

## Biographie
Georges-Henri Doré nait le 10 mars 1931 à Drummondville.  Il est le fils de René Doré, agent d'assurance, et d'Émélia Joyal.
Après avoir travaillé quelques années à l'usine, Dor entreprend une carrière à la radio en tant qu’animateur dans une émission musicale et directeur de l’information. Il travaille à Radio-Canada pour devenir réalisateur au téléjournal de la société d'État. Il est aussi collaborateur au journal Libre Nation.
En 1956, il épouse Marguerite Jacob (Margot). Ils auront quatre enfants : René, Emmanuel, Patrice et Fabienne. Cette dernière a été, jusqu'à son décès le 1er juin 2005, la conjointe du comédien Marc Labrèche. Elle était également la mère de Léane Labrèche-Dor. 

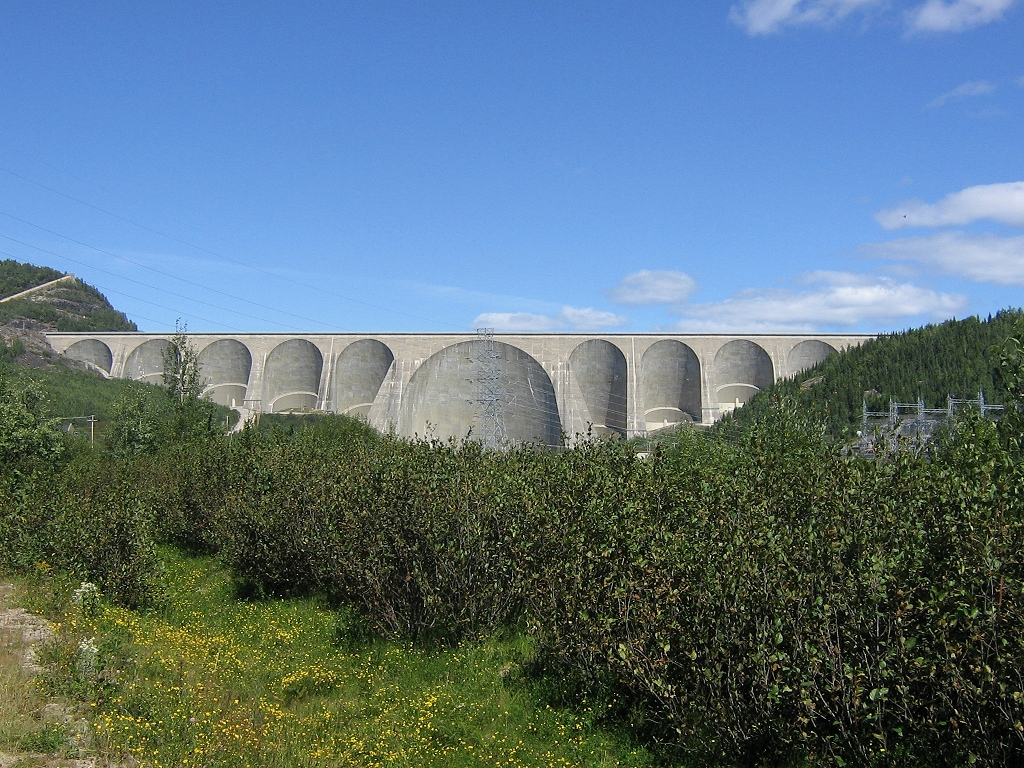
Georges Dor compose une chanson sur l'ennui des travailleurs au chantier du complexe Manic-Outardes.

Georges Dor a toujours écrit des recueils de poèmes.  En 1964, il est encouragé par des amis à participer à des concours de chant amateur. Il commence à chanter professionnellement début 1965 et sort son premier album en 1966. Une des chansons de cet album, sa composition La Complainte de La Manic, dont les paroles sont une lettre d'amour écrite par un ouvrier de construction sur le projet de barrage hydroélectrique de Manicouagan, devient un succès sans précédent.  Il participe à La nuit de la poésie 27 mars 1970.
Il continue à se produire en tant que chanteur jusqu'en 1972 et enregistre jusqu'en 1978. Il travaille ensuite principalement pour le théâtre et la télévision, produisant et écrivant des pièces et romans télévisés. Il écrit plusieurs romans et publie des recueils de poésie, parmi d'autres œuvres artistiques et analyses critiques.
Il meurt le 24 juillet 2001 des suites d'une pneumonie, après avoir été opéré d'une tumeur au poumon.
Le fonds d'archives de Georges Dor (P935) est conservé au centre BAnQ Vieux-Montréal de Bibliothèque et Archives nationales du Québec.

## Œuvres littéraires

### Poésie
- 1955 : Éternelles saisons, Trois-Rivières, chez l'auteur.
- 1957 : La mémoire innocente, Québec, Éditions de L'Aube.
- 1959 : Portes closes, Montréal, Éditions de L'Aube.
- 1961 : Chante-pleure, Montréal, Éditions Atys.
- 1968 : Poèmes et chansons I, Montréal, Éditions de l'Hexagone. Réédité en 1970 chez Leméac/L'Hexagone.
- 1969 : Je chante-pleure encore, Montréal, Éditions Emmanuel.
- 1971 : Poèmes et chansons II, Montréal, Leméac/L'Hexagone.
- 1972 : Poèmes et chansons III, Montréal, Leméac/L'Hexagone.
- 1976 : Le Québec aux Québécquois et le paradis à la fin de vos jours, Montréal, Leméac/L'Hexagone.
- 1980 : Poèmes et chansons IV, Montréal, Leméac/L'Hexagone.
- 1991 : Poèmes et chansons d'amour et d'autre chose, introduction de Bruno Roy, Montréal, Bibliothèque québécoise (BQ).

### Théâtre
Publié
- 1981 : Du sang bleu dans les veines, Montréal, Leméac.
- 1982 : Les Moineau et les Pinson, Montréal, Leméac.

Inédit
- 1962 : Ô Voyageur, dramatique, Radio-Canada.
- 1971 : T'en rappelles-tu Pibrac ou Le Québécois, en collaboration avec le Grand Cirque Ordinaire, Théâtre Populaire du Québec.
- 1976 : Dans l'temps comme dans l'temps, comédie chantée, collage de textes de Georges Dor et de Jean-Claude Germain, Les Ancêtres.
- 1976 : Un simple mariage double, La Marjolaine. Adaptation en comédie musicale par Louis-Georges Carrier en 1978.
- 1978 : Un conte en noir et blanc, fantaisie musicale, Les Ancêtres.
- 1979 : Entre le rire et le rêve, fantaisie musicale, Les Ancêtres.
- 1980 : Le cirque électrique, pièce pour enfants et jeunes adultes, Polyvalente de Mortagne à Boucherville.
- 1982 : Les cochons meurent comme des mouches ou Qui vivra verrat, Les Ancêtres.
- 1983 : L'âme sœur, Les Ancêtres.
- 1985 : Un concombre dans les patates, Les Ancêtres.

### Romans
- 1974 : D'aussi loin que l'amour nous vienne, Montréal, Leméac.
- 1975 : Après l'enfance, Montréal, Leméac.
- 1989 : Je vous salue, Marcel-Marie, Montréal, Québec/Amérique.
- 1990 : Il neige, amour..., Montréal, Québec/Amérique.
- 1992 : Dolorès, Montréal, Québec/Amérique.
- 1995 : Le fils de l'Irlandais, Montréal, Québec/Amérique. Réédité en 2000 chez Bibliothèque québécoise (BQ).

### Essais et autres écrits
- 1977 : Si tu savais..., préface de Gaston Miron, Montréal, Éditions de l'Homme. Essai autobiographique sur la chanson, suivi des textes et partitions de 19 chansons.
- 1981 : Cinq saisons dans la vie d'un peintre, Montréal, Art Global. Texte de présentation des œuvres du peintre Claude Le Sauteur.
- 1986 : Pays de villages, Montréal, Éditions du Trécarré. Légendes accompagnant les dessins du peintre Pierre Henry.
- 1996 : Anna braillé ène shot (Elle a beaucoup pleuré). Essai sur le langage parlé des Québécois, Montréal, Lanctôt Éditeur.
- 1997 : Ta mé tu là? (Ta mère est-elle là?). Un autre essai sur le langage parlé des Québécois,  Montréal, Lanctôt Éditeur.
- 1998 : Les qui qui et les que que ou le français torturé à la télé. Troisième et dernier essai sur le langage parlé des Québécois, Montréal, Lanctôt Éditeur.
- 2001 : Chu ben comme chu (Je suis bien comme je suis). Constat d'infraction à l'amiable, Montréal, Lanctôt Éditeur.
- 2002 : Georges Dor : Mémoires d'un homme de parole, introduction et choix de textes par Bruno Roy, Montréal, Fides.

## Discographie

### Albums
- 1966 : Georges Dor, Gamma.
- 1967 : Mes ormes dans la plaine Qui saura donc parler de vous, Gamma.
- 1968 : À la Comédie canadienne, Gamma.
- 1969 : Entre autres..., Gamma.
- 1970 : Poèmes et chansons, Gamma.
- 1972 : Au ralenti, Sillon.
- 1974 : Maudit pays...!, Deram.
- 1974 : Amour, Sillon.
- 1976 : Fidélité, Sillon.
- 1978 : Chante encore... et en chœur, Solo.

### Compilations et autres
- 1971 : Georges Dor - La voix du Québec, Disques Jacques Canetti.
- 1972 : Les grands succès de Georges Dor, Gamma.
- 1972 : Qui êtes-vous?... Georges Dor, Radio Canada International.
- 1975 : Le Disque de l'Automne Show, Disques Rival. Réédité en 2011 par les Disques XXI-21.
- 1976 : Album souvenir, Alta.
- 1993 : Georges Dor - Québec Love, Gamma.
- 2006 : Un homme libre, Disques XXI-21.
- 2007 : Maudit pays, Disques XXI-21.

## Télévision
- 1982-1985 : Les Moineau et les Pinson, Télé-Métropole (TVA).
- 1985-1987 : L'âme sœur, Télé-Métropole (TVA).

## Filmographie

### comme compositeur
- 1967 : Ça n'est pas le temps des romans (VA : This Is No Time for Romance), film de Fernand Dansereau.
- 1968 : Zone désignée: le rôle des gouvernements
- 1968 : Une entrevue avec Monique Léonard
- 1968 : Une entrevue avec Mme Louise Bouvrette
- 1968 : Une entrevue avec Mme F. Roland Beaudry
- 1968 : Une entrevue avec M. Lucien Rolland
- 1968 : Une entrevue avec M. Jean-Paul Corbeil
- 1968 : Une entrevue avec M. Hubert Murray
- 1968 : Une entrevue avec M. Guy Monette
- 1968 : Une entrevue avec M. Guy Brossard
- 1968 : Une entrevue avec M. Fernand Coupal
- 1968 : Une entrevue avec M. Edwin B. Martin
- 1968 : Saint-Jérôme
- 1968 : Le Rôle des femmes dans le monde du travail
- 1968 : La Promotion industrielle et deux de ses artisans
- 1968 : Portrait d'un syndicaliste et de sa famille: Édouard, Carmen et Luce Gagnon
- 1968 : Place des ouvriers dans l'usine
- 1968 : Lionel Forget
- 1968 : Jean-Robert Ouellet
- 1968 : Jean-Pierre Potvin
- 1968 : Jacques Grandmaison
- 1968 : Fernand Jolicoeur
- 1968 : Édouard Sarrazin
- 1968 : Dans une nouvelle usine
- 1968 : Confrontation
- 1968 : Conférence de M. Jean Marchand
- 1968 : Le Comité des chômeurs
- 1968 : La Classe des finissantes
- 1968 : À propos d'un colloque

### Comme acteur
- 1970 : Où êtes-vous donc ?

## À propos d'Anna braillé ène shot
Le chansonnier et écrivain québécois Georges Dor publie cet essai durant le troisième trimestre de l'année 1996. L'homme se pose de sérieuses questions sur le langage de ses concitoyens; il tend l'oreille avec attention et partout il note dans ses carnets des bribes de conversations qu'il entend: à la télé, à la radio, dans les cours d'école, dans les centres commerciaux, au restaurant. Si ces illustrations verbales ne manquent pas de charmes et de pittoresque et nous font sourire, l'auteur, lui, s'interroge sur le piètre niveau langagier des Québécois. Est-ce le fruit de la victoire des Anglais sur les Français durant la mémorable bataille des plaines d'Abraham ? Abandonnés à leur sort par les Français, les Québécois se sont refermés sur leur petit monde et se sont façonnés un semblant de langue qui va sans cesse rempirant, et l'auteur ne manque pas de faire le lien entre notre appauvrissement matériel et notre appauvrissement culturel. Il définit son peuple de conquis content. Ce n'est certes pas l'intelligence qui fait défaut chez les Québécois mais plutôt leur manque d'instruction scolaire. À ce propos, Georges Dor ne manque pas de se questionner sur le rôle de l'État, en particulier sur celui du Ministère de l'éducation. À quoi servent donc les milliards de dollars investis dans le système scolaire, s'interroge-t-il, si c'est pour former des analphabètes ? Rien ne justifie l'usage du joual selon Georges Dor, qui pardonne volontiers ces écarts de langage à son père et aux gens de l'ancienne génération, car ce monde venait de la campagne ou travaillait à la ville depuis leur tout jeune âge: cela se comprend et ce monde était quand même sympathique, mais ce n'est guère le cas aujourd'hui et cela le désole d'entendre la piètre qualité du français parlé au Québec. En réaction à cet ouvrage, la linguiste Marty Laforest a fait paraître États d'âme, États de langue en 1997.

## Honneurs
Une bibliothèque et un parc de Longueuil, un centre culturel de Québec et la salle de spectacle du Cégep de Drummondville sont nommés en son honneur. 
Il y a également une place à Laval et différentes rues nommées en son honneur : 
- Blainville
- Gatineau
- Longueuil
- Québec
- Saint-Germain-de-Grantham